# Basílica de Santa Francisca Romana
Santa Francesca Romana, também conhecida como Santa Maria Nova, é uma das poucas basílicas românicas da cidade de Roma. Fundada no século IX e dedicada Santa Francisca de Roma, está situada entre o Fórum Romano e o Templo de Vênus e Roma. Nesta igreja está sepultado o Papa Gregório XI.
O cardeal-presbítero protetor do título de Santa Maria Nova é, desde 2023, Péter Erdő, Arcebispo de Esztergom-Budapeste.

## História
A igreja foi construída na segunda metade do século X e incorporou um antigo oratório do século VIII que o papa Paulo I mandou escavar numa ala do pórtico do Templo de Vênus e Roma. A nova igreja foi batizada de Santa Maria Nova para distingui-la de outra igreja dedicada a Santa Maria localizada no Fórum, Santa Maria Antiqua, que estava em ruínas na época. O edifício foi reconstruído pelo papa Honório III no século XIII, quando ganhou um campanário e a abside foi decorada com uma "Maestà" em mosaico. O interior foi alterado muitas vezes depois disto. 
Desde 1352, está sob os cuidados dos olivetanos. No século XVI, foi rededicada a Santa Francisca de Roma, que foi canonizada em 1688 e cujas relíquias estão abrigadas na cripta. O pórtico e a fachada em travertino são de Carlo Lombardi e foram completados em 1615.
O interior, uma nave única com capelas laterais, foi reconstruída por Lombardi alguns anos antes da canonização de Francisca. No meio da nave está a schola cantorum retangular da antiga igreja, totalmente decorada em cosmatesco. Outra característica proeminente é o confessionário projetado por Bernini (1638-49), em mármore multicolorido com quatro colunas revestidas de jaspe.
A igreja abriga a preciosa "Madonna Glycophilousa" ("Nossa Senhora da Ternura"), um ícone do tipo "Hodegetria" do início do século V vindo de Santa Maria Antiqua. A "Madona com o Menino" do século XII que foi pintada sobre ele foi meticulosamente destacada do painel em 1950 e está atualmente na sacristia.
O antigo oratório sobre o qual a igreja foi construída foi localizado pelo papa Paulo I no local onde Simão Mago teria morrido. De acordo com esta lenda, Simão queria provar que seus poderes eram mais fortes que os dos apóstolos e começou a levitar perante São Pedro e São Paulo. Os dois apóstolos caíram de joelhos em oração e Simão caiu, morrendo na queda. As pedras de basalto onde os apóstolos teriam deixado uma impressão de seus joelhos estão incorporadas na parede do transepto sul. O túmulo do papa Gregório XI, que trouxe o papado de Avinhão de volta para Roma, reconstruído com base num projeto de Per Paulo Olivieri (assinado e datado em 1584) está também no transepto sul.
Como Santa Francisca Romana é a padroeira dos motoristas, carros se enfileiram na frente da igreja no dia de sua festa para receber a benção.

## Galeria

Imagens da igreja
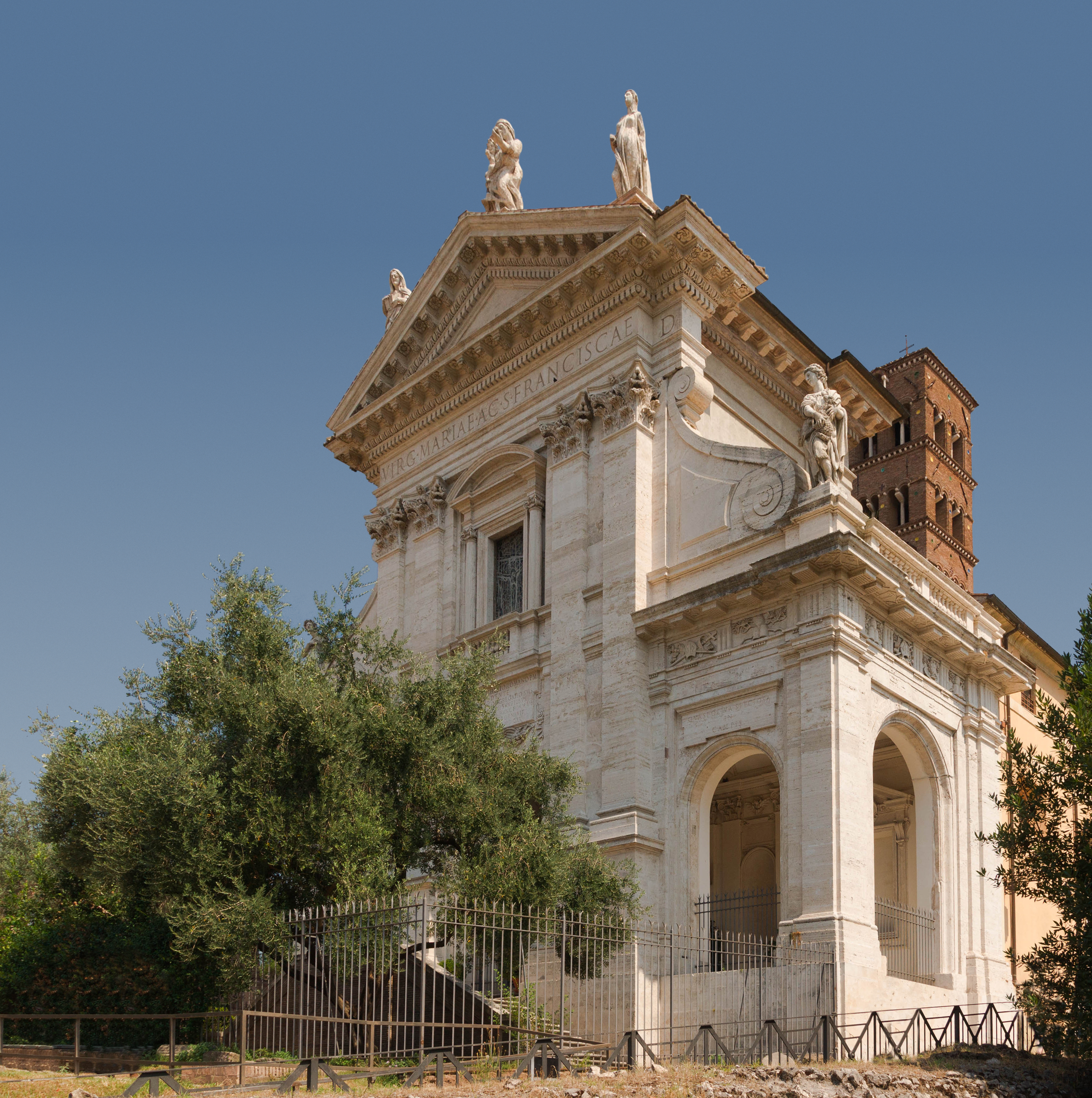
Vista da igreja.
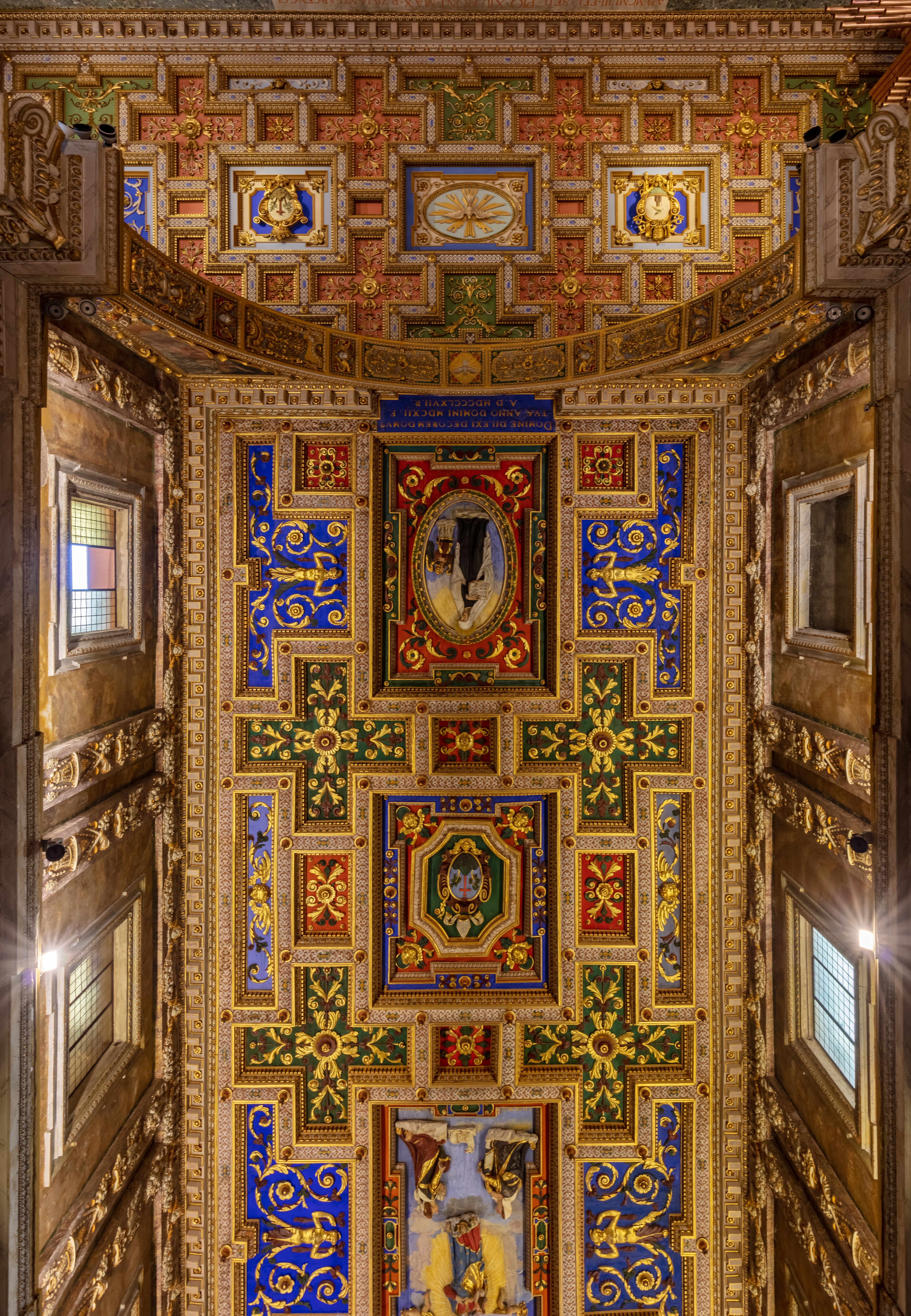
Teto da igreja
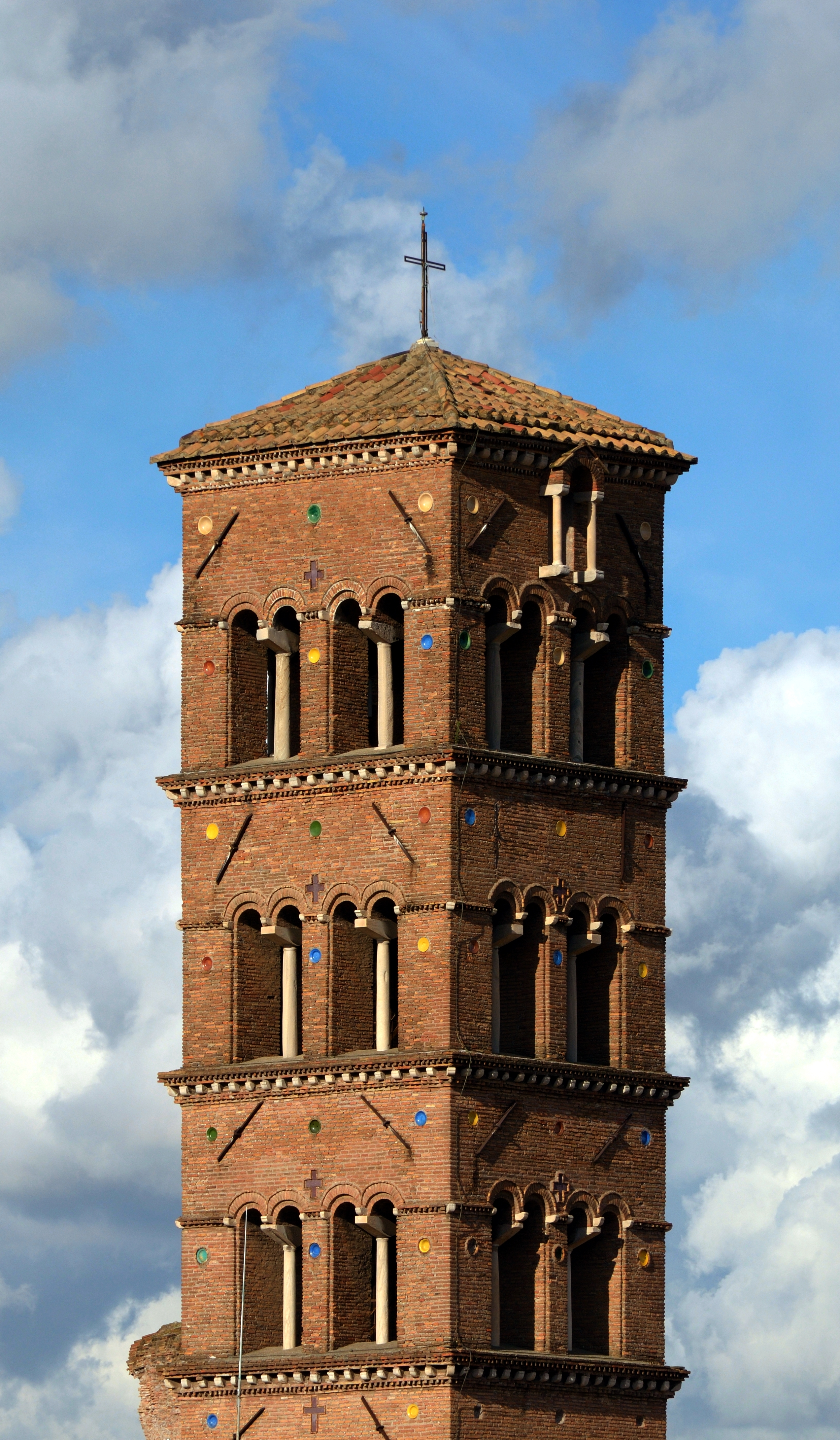
Campanário românico.
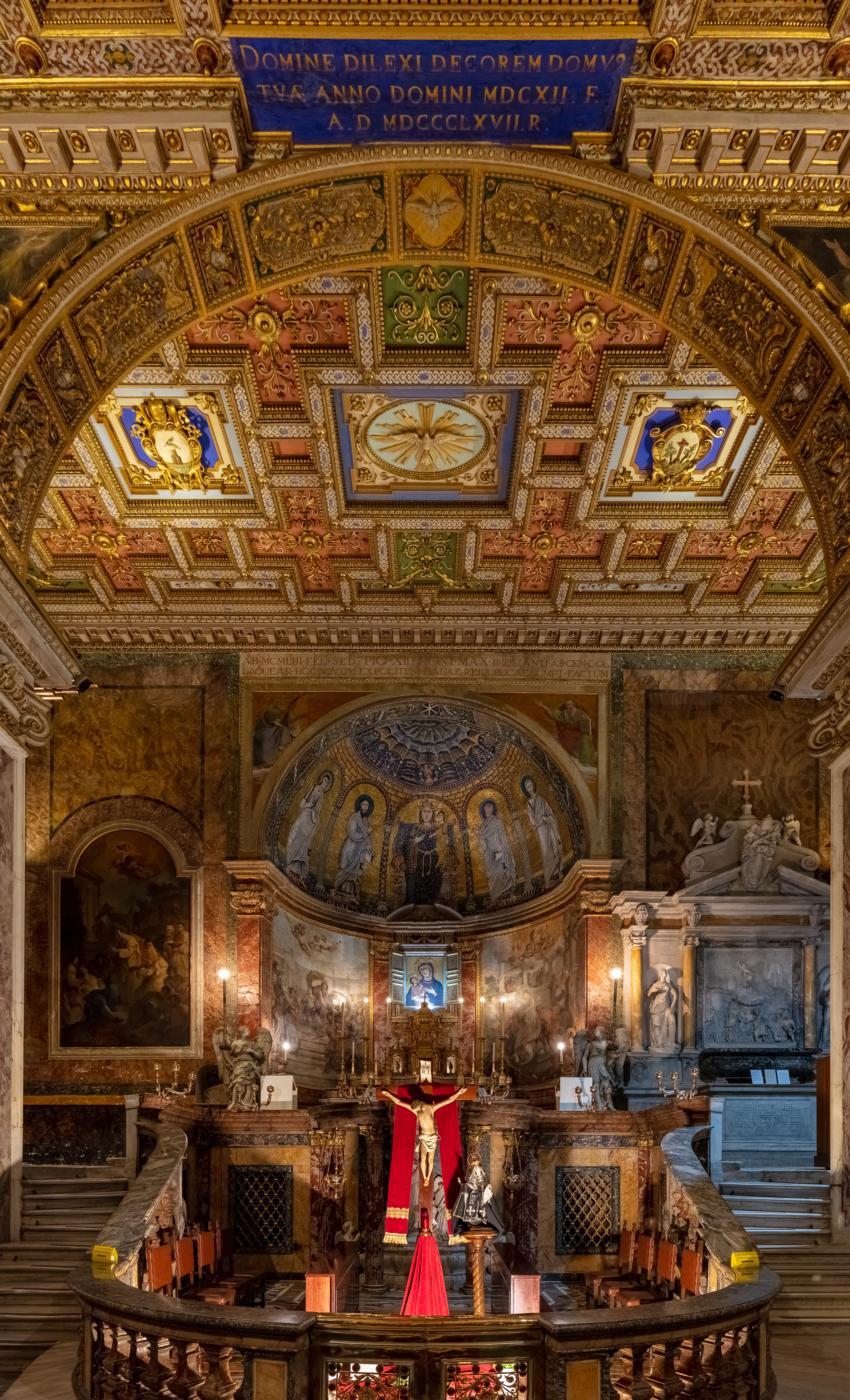
Altar-mor.
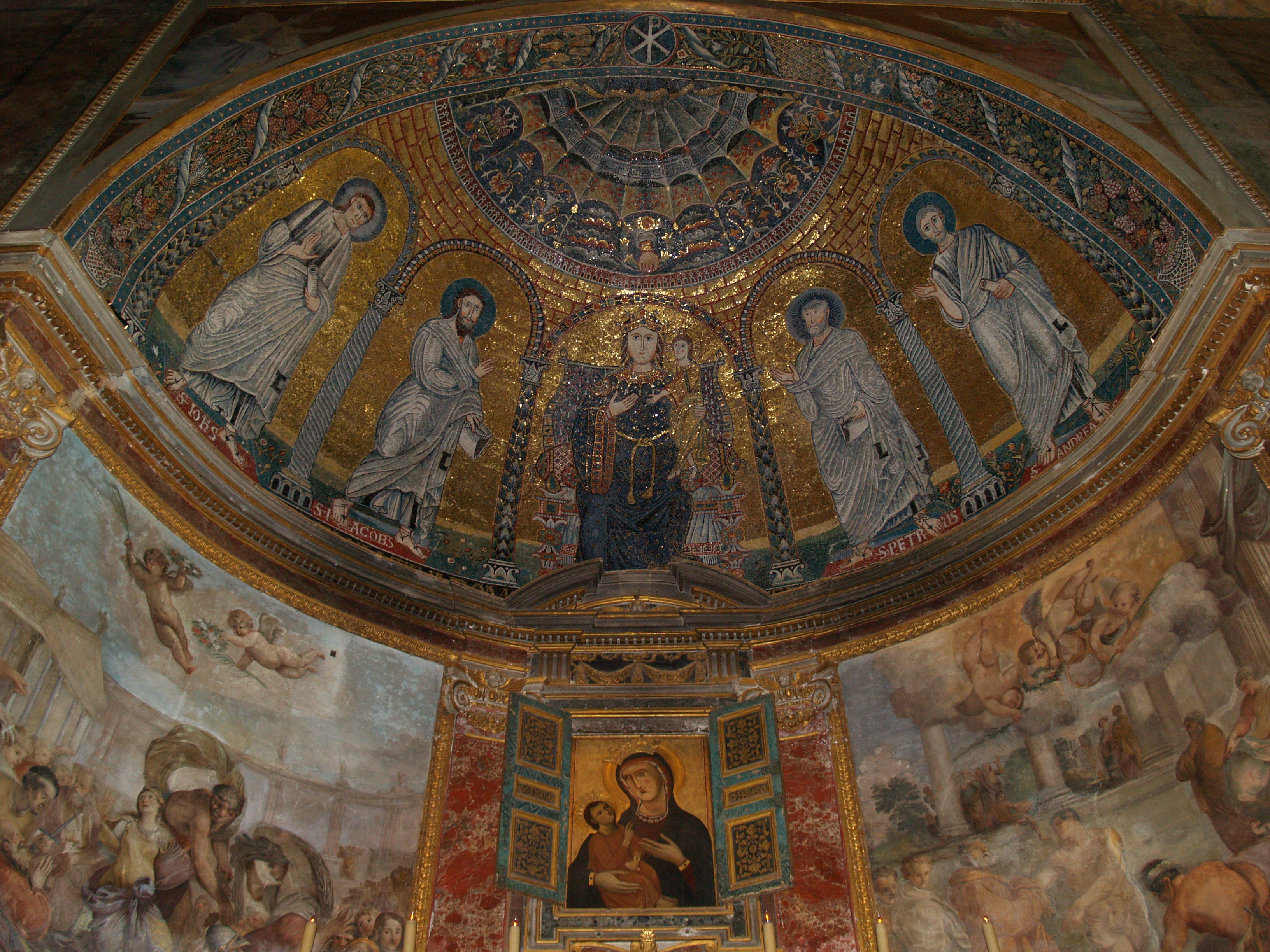
"Maestà" na abside.